# Namibithamnus
 Namibithamnus  H.Rob., Skvarla & Funk, 2016 è un genere di piante angiosperme dicotiledoni della famiglia delle Asteraceae.

## Etimologia
Il nome scientifico del genere è stato definito per la prima volta dai botanici Harold Ernest Robinson (1932-2020), John Jerome Skvarla (1935-2014) e Vicki Ann Funk (1947-2019) nella pubblicazione " PhytoKeys" (PhytoKeys 60: 93) del 2016.

## Descrizione
Le specie di questo genere sono dei piccoli arbusti aromatici alti fino 1,5 metri. Tutta la pianta è ricoperta da un denso tomento grigio-giallastro; i peli sono sericei o caratteristicamente a forma di "T".
Le foglie sono disposte in modo alterno brevemente picciolate. Possono essere sia picciolate che sessili. La lamina in genere è intera da oblunga o obovata; la consistenza può essere membranacea. Le venature normalmente sono pennate. I margini variano da interi a ondulati o grossolanamente dentati. La superficie, di entrambe le facce, si presenta con densi punti ghiandolari. Lunghezza delle foglie: 5-12 mm.
L'infiorescenza è formata da numerosi capolini poco scaposi e peduncolati spesso in formazioni corimbose. La struttura dei capolini è quella tipica delle Asteraceae: un peduncolo sorregge un involucro a forma campanulata composto da circa 60 squame (o brattee) disposte su circa 6 serie embricate e scalate che fanno da protezione al ricettacolo sul quale s'inseriscono i fiori di tipo tubuloso. Le brattee dell'involucro, persistenti con forme da oblunghe a ovate, con stretti apici colorate di giallastro con macchie rossastre e margini interi, a volte sono divise in esterne e interne. Il ricettacolo convesso è sprovvisto di pagliette (ricettacolo nudo). Dimensione dei capolini: 6-7 mm.
I fiori, da 35 a 40 per capolino, sono tetra-ciclici (ossia sono presenti 4 verticilli: calice – corolla – androceo – gineceo) e pentameri (ogni verticillo ha in genere 5 elementi). I fiori sono inoltre ermafroditi e actinomorfi.
- Formula fiorale:

*/x K {\displaystyle \infty }, [C (5), A (5)], G 2 (infero), achenio
- Calice: i sepali del calice sono ridotti ad una coroncina di squame.
- Corolla: la corolla, formata da uno stretto tubo imbutiforme terminanti in 5 lobi, è glabra, mentre i lobi sono densamente punteggiati di ghiandole. Il colore è porpora.
- Androceo: gli stami sono 5 con filamenti liberi e distinti, mentre le antere sono saldate in un manicotto (o tubo) circondante lo stilo.[9] Le antere sono calcarate (speronate) oppure arrotondate oppure a forma di lancia oppure con lobi sterili oppure sagittate; in genere sono prive di ghiandole. Il polline è del tipo triporato (con le fessure di germinazione costituite da tre pori) e non echinato[10]; con polline triporato la parte più esterna dell'esina è sollevata a forma di creste e depressioni ("lophato").
- Gineceo: lo stilo è filiforme con base con stretto nodo anulare. Gli stigmi dello stilo sono due lunghi e divergenti; sono sottili, pelosi e con apice acuto. L'ovario è infero uniloculare formato da 2 carpelli. Gli stigmi hanno la superficie stigmatica interna (vicino alla base).[11]

I frutti sono degli acheni con pappo. Gli acheni hanno 5 coste setolose. All'interno si può trovare del tessuto di tipo idioblasto non raggruppato e rafidi di tipo allungato; non è presente il tessuto fitomelanina. Il pappo è formato da 35 persistenti sottili setole a forma lanceolata.

## Biologia
- Impollinazione: l'impollinazione avviene tramite insetti (impollinazione entomogama tramite farfalle diurne e notturne).
- Riproduzione: la fecondazione avviene fondamentalmente tramite l'impollinazione dei fiori (vedi sopra).
- Dispersione: i semi (gli acheni) cadendo a terra sono successivamente dispersi soprattutto da insetti tipo formiche (disseminazione mirmecoria). In questo tipo di piante avviene anche un altro tipo di dispersione: zoocoria. Infatti gli uncini delle brattee dell'involucro si agganciano ai peli degli animali di passaggio disperdendo così anche su lunghe distanze i semi della pianta.

## Distribuzione e habitat
Le specie di questo gruppo si trovano in Namibia.

## Tassonomia
La famiglia di appartenenza di questa voce (Asteraceae o Compositae, nomen conservandum) probabilmente originaria del Sud America, è la più numerosa del mondo vegetale, comprende oltre 23 000 specie distribuite su 1 535 generi, oppure 22 750 specie e 1 530 generi secondo altre fonti (una delle checklist più aggiornata elenca fino a 1 679 generi). La famiglia attualmente (2021) è divisa in 16 sottofamiglie.

### Filogenesi
Le specie di questo gruppo appartengono alla sottotribù Erlangeinae descritta all'interno della tribù Vernonieae Cass. della sottofamiglia Vernonioideae Lindl.. Questa classificazione è stata ottenuta ultimamente con le analisi del DNA delle varie specie del gruppo. Da un punto di vista filogenetico in base alle ultime analisi sul DNA la tribù Vernonieae è risultata divisa in due grandi cladi: Muovo Mondo e Vecchio Mondo. I generi di Erlangeinae appartengono al subclade relativo all'Africa tropicale e meridionale (l'altro subclade africano comprende anche specie delle Hawaii) frammisti ai generi di altre sottotribù; si tratta quindi di un clade non ancora ben risolto filogeneticamente.
La sottotribù, e quindi i suoi generi, si distingue per i seguenti caratteri:
- le specie della sottotribù sono principalmente di origine Africana;
- nella pubescenza sono presenti peli da asimmetrici a simmetrici a forma di "T";
- alcune specie hanno delle foglie pennate divise in segmenti;
- le infiorescenze in genere non sono sottese alla base da brattee fogliacee;
- il polline varia da triporato a tricolporato;
- gli acheni possono avere da 4 a 12 coste;
- il pappo è cupoliforme.

In precedenza la tribù Vernonieae, e quindi la sottotribù di questo genere (Erlangeinae), era descritta all'interno della sottofamiglia Cichorioideae.
I caratteri distintivi per le specie di questo genere ( Namibithamnus)sono:
- il portamento di queste piante consiste in piccoli arbusti;
- l'indumento è formato da un denso tomento grigio-giallastro.

### Elenco delle specie
Questo genere ha 2 specie:
- Namibithamnus dentatus (Merxm.) H.Rob., Skvarla & V.A.Funk
- Namibithamnus obionifolius  (O.Hoffm.) H.Rob., Skvarla & V.A.Funk